# نلسون اودوبر
نلسون اودوبر (انگلیسی: Nelson Oduber؛ زادهٔ ۷ فوریهٔ ۱۹۴۷) یک سیاست‌مدار اهل آروبا است که به عنوان دومین نخست‌وزیر آروبا خدمت می‌کرد. پس از شکست در انتخابات عمومی آروبان در سال ۲۰۰۹، اودوبر از سیاست بازنشسته شد.